# 캐롤 나이에

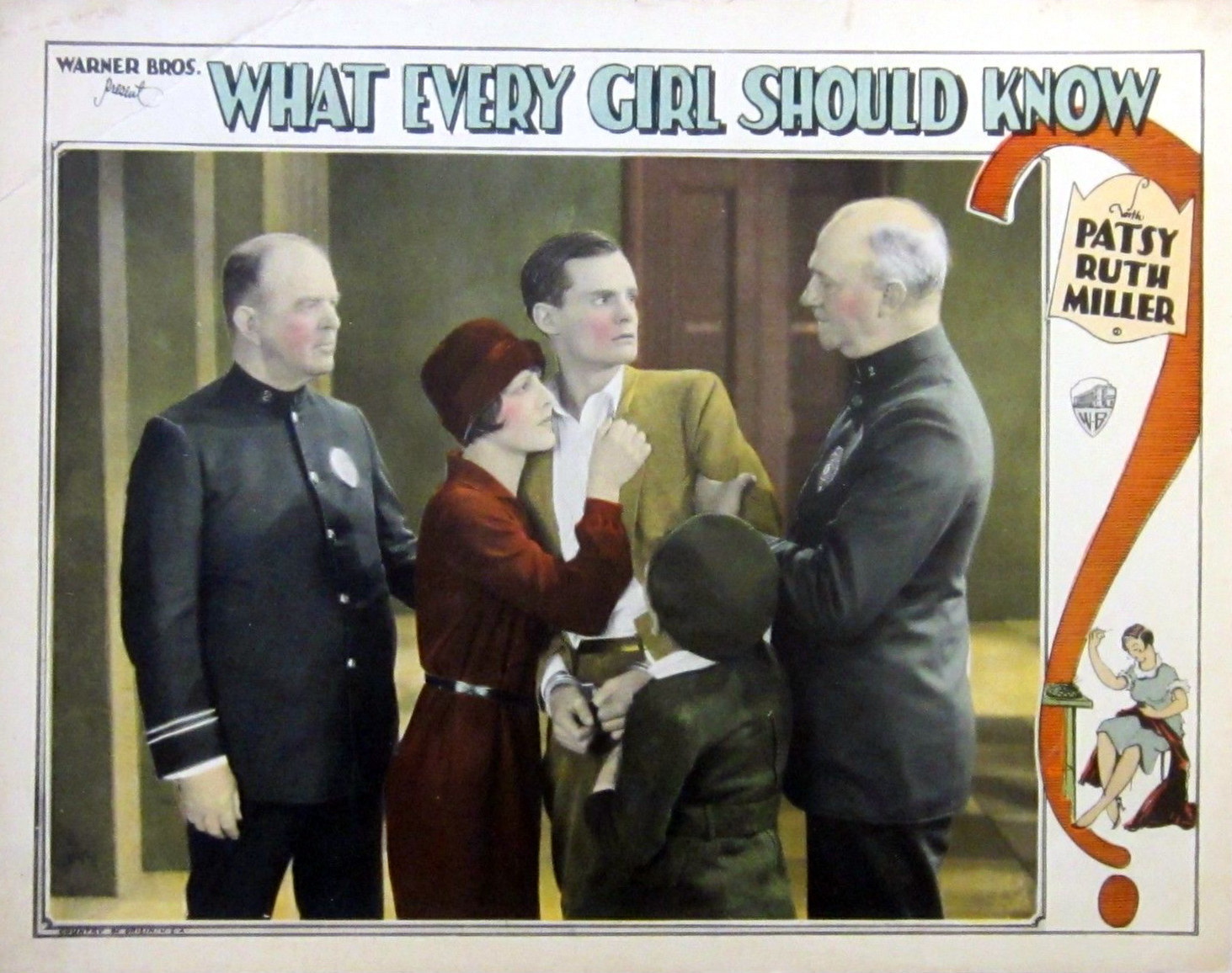

캐롤 나이에(Carroll Nye, 1901년 10월 4일 ~ 1974년 3월 17일)는 미국의 배우, 영화배우이다.
애크런에서 태어났으며 할리우드에서 사망하였다. 사인은 심근 경색이다. 포리스트 론 메모리얼 파크에 매장되었다.

## 영화
- 바람과 함께 사라지다 (1939년)
- 싱, 베이비, 싱 (1936년)
- 로터리 브라이드 (1930년)
- 마담 X (1929년)